# Mjøstårnet

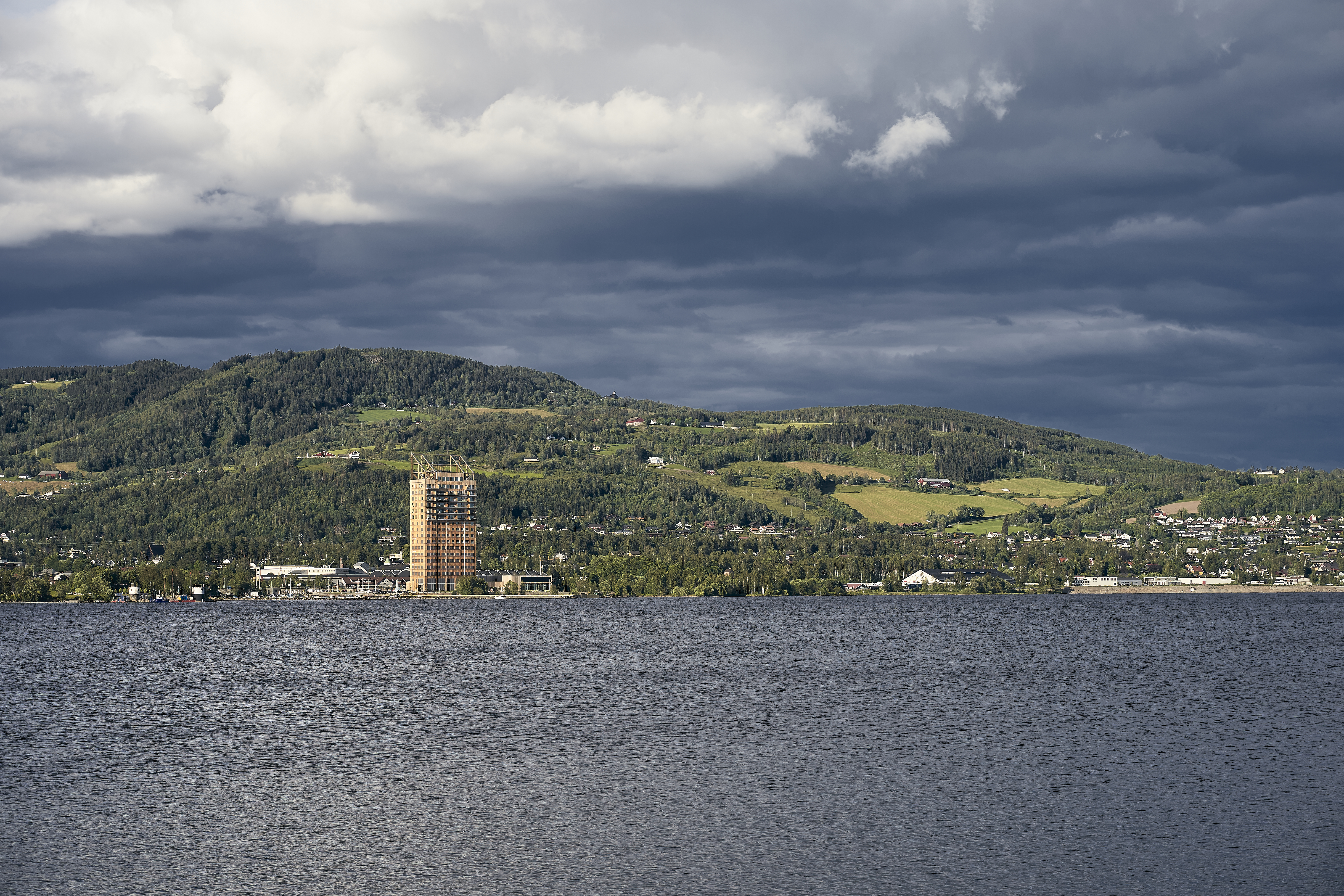
Mjøstårnet am Mjøsa-See

Das Holzhochhaus Mjøstårnet (norwegisch: der Turm des Mjøsa-Sees) ist ein 18-stöckiges Gebäude mit gemischter Nutzung in Brumunddal, Norwegen, das im März 2019 fertiggestellt wurde. Zum Zeitpunkt der Fertigstellung war es mit einer Höhe von 85,4 Metern offiziell das höchste Holzgebäude der Welt, bevor es im August 2022 vom Hochhaus Ascent MKE in Milwaukee (Wisconsin, Vereinigte Staaten) übertroffen wurde. Das Gebäude ist nach Norwegens größtem See benannt, der 100 Kilometer von Oslo entfernt liegt.

## Beschreibung
Das Mjøstårnet hat eine Gesamtgrundfläche von rund 11.300 m². Im Gebäude befinden sich ein Hotel mit 72 Zimmern, 33 Wohnungen mit einer Größe zwischen 50 m² und 180 m², Büros, ein Restaurant, ein Konferenzzentrum, Gemeinschaftsräume, eine Dachterrasse, die für die Öffentlichkeit zugänglich ist, sowie eine Schwimmhalle im angrenzenden Anbau im ersten Stock. Dieser ist rund 4.700 m² groß und ebenfalls in Holzbauweise errichtet.
Das Mjøstårnet wurde vom norwegischen Architekturbüro Studio Voll Arkitekter für AB Invest entworfen. Die Holzkonstruktionen wurden von der norwegischen Firma Moelven Limtre installiert, darunter tragende Strukturen aus Brettschichtholz. Für Treppenhäuser, Aufzugsschächte und Balkone wurde Brettsperrholz verwendet.
Da die wichtigsten vertikalen/seitlichen Strukturelemente und die Deckenspannsysteme des Hochhauses aus Holz bestehen, gilt das Gebäude als Vollholzkonstruktion. Eine Vollholzkonstruktion kann punktuell die Verwendung von Verbindungen, die nicht aus Holz bestehen, zwischen Holzelementen umfassen. Sie kann auch Böden umfassen, die nicht aus Holz bestehen, solange die Stockwerke von einer Primärstruktur aus Holz getragen werden. Im Mjøstårnet wurden in den oberen sieben Stockwerken Betonplatten verwendet, um Kriterien bezüglich Komfort (als Schwingungsdämpfer) und Akustik zu erfüllen.

## Auszeichnungen
Der Entwurf des Mjøstårnet wurde mit dem Norwegian Tech Award 2018, dem New York Design Award 2018 (Gold Winner), dem Structural Engineering Award 2021 des CBUTH und dem Life Safety Design Award des CBUTH 2022 ausgezeichnet.

## Zum Vergleich
Der HoHo-Tower in Wien ist mit 84 Metern und 24 Stockwerken kaum niedriger als das Mjøstårnet. Der HoHo-Tower ist gemäß der Definition des CTBUH jedoch keine Vollholzkonstruktion, sondern ein Holz-Beton-Verbundgebäude, da es einen Betonkern hat, der es stabilisiert.
Der japanische Holzproduktkonzern Sumitomo Forestry strebt an, anlässlich seines 350-jährigen Jubiläums im Jahr 2041 in Tokio das höchste Holzhochhaus der Welt zu errichten, einen 350 Meter hohen, 70-stöckigen Turm. (W 350-Projekt)